# Quercus quangtriensis
Quercus quangtriensis je bjelogorično drvo iz roda hrastova porodice Fagaceae. 

## Opis
Do 25 metara visoko drvo iz tropskih šuma Vijetnama i Tajlanda. Listovi duguljasto lancetasti, nazubljeni prema vrhu, goli s obje strane; peteljka duga 1,5 cm. Plodovi: žir, dugi 2-3,5 cm, promjera 1,5-2 cm. Cvjetovi: ženski cvjetovi s 4 slobodna stila. Preferira glineno tlo. Pripada podrodu Cerris, odjeljak Cyclobalanopsis.  
U Vijetnamu je poznato kao  Sồi quảng trị. 

## Sinonimi
- Quercus longistyla Barnett; Bull. Mist. Inform. Kew 1938: 100 (1938)
- Quercus platycalyx Hickel & A.Camus; Ann. Sci. Nat., Bot., X 3: 380 (1921)
- Quercus wangsaiensis Barnett; Bull. Misc. Inform. Kew 1938: 99 (1938)